# Owe Gustafson
Ej att förväxla med kontrabasisten Owe Gustavsson
Owe Gustafson, folkbokförd Kurt Ove Gustafsson, född 20 maj 1940 i Klosters församling i Eskilstuna, Södermanlands län, är en svensk författare, konstnär, illustratör, tecknare och allkonstnär.
Gustafson är bosatt i Stockholm sedan han gick på Konstfack 1959–1964. Han är mest känd för bilderna och animationerna till barnprogrammet Fem myror är fler än fyra elefanter, som hade premiär på SVT 1973. 
Owe Gustafson har ställt ut i såväl Paris, New York som Tokyo. I Sverige har han haft separatutställningar på bland annat Eskilstuna konstmuseum, Seriegalleriet, Tomelilla konsthall och Teckningsmuseet i Laholm. Gustafson är representerad vid bland annat Kalmar konstmuseum.  
I böckerna Mannen som gör ingenting 2004 och Återkomsten 2011 skriver Gustafson om den gåtfulle och observante herr O som stillsamt och stringent konstaterar att världen är lika absurd som den är vanlig. I boken Blädderex 2023 publicerar han herr O's illustrerade memoarer.